# 강은희
강은희(姜𤨒姬, 1964년 10월 23일~)는 제13·14대 대구광역시교육감이다. 대한민국의 전직 교사, 기업인이자 제19대 국회의원(새누리당 비례대표)과 제5대 여성가족부 장관을 지냈으며, 2018년 6.13 지방선거에서 제10대 대구광역시 교육감으로 당선되었다. 2022년 재선되었다.

## 경력
- 원화여자고등학교 강사
- 봉화소천중고등학교 교사
- 원화여자고등학교 교사
- 칠곡 동명중학교 교사
- 2000년 위니텍 대표이사 사장
- 2008년 10월~2009년 10월 국민경제자문회의 위원
- 2009년 제5대 한국IT여성기업인협회 회장
- 2009년 정보통신산업진흥원 비상근이사
- 2011년 8월 국가경쟁력강화위원회 위원
- 2011년 10월 제2기 국가정보화전략위원회 위원
- 2012년 5월~2016년 1월 제19대 국회의원(비례대표/새누리당)
- 2012년 7월~2014년 5월 제19대 국회 운영위원회 위원
- 2012년 7월 제19대 국회 여성가족위원회 위원
- 2012년 9월 제19대 국회 아동·여성대상 성폭력 대책 특별위원회 위원
- 2013년 3월 제19대 국회 교육문화체육관광위원회 위원
- 2013년 5월~2014년 5월 새누리당 원내대변인
- 2013년 5월~2014년 5월 새누리당 원내공보부대표
- 2014년 10월~2015년 6월 새누리당 조직강화특별위원회 위원
- 2015년 2월 새누리당 정책조정위원회 교육문화체육관광정책조정위원회 부위원장
- 2015년 7월 새누리당 원내부대표
- 2015년 7월 제19대 국회 운영위원회 위원
- 2016년 1월~2017년 7월 여성가족부 장관
- 2018년 7월~: 제 10·11대 대구광역시교육청 교육감
- 2018년 7월~2020년 6월: 제7대 전국시도교육감협의회 부회장
- 2019년 3월~: 제12대 사단법인 2·28민주운동기념사업회 고문
- 2022년 9월~: 국가교육위원회 위원
- 2024년 7월~: 전국시도교육감협의회 회장
- 한국대학교육협의회 대학입학전형위원회 위원

## 학력
- 1977년 칠성초등학교 졸업
- 1980년 효성여자중학교 졸업
- 1983년 효성여자고등학교 졸업
- 1987년 경북대학교 물리교육과 졸업
- 1999년~2005년 계명대학교 산업기술대학원 컴퓨터공학 석사

## 수상 경력
- 2005년 10월 국무총리 표창장
- 2017년 11월 제4회 대한민국인성교육대상 수상
- 2008년 11월 산업포장

## 역대 선거 결과
|  | 42.8% |

|  | 40.73% |

|  | 61.61% |

## 같이 보기
- 대한민국 제19대 국회의원 선거 새누리당 후보 목록#비례대표
- 대한민국의 여성가족부 장관
- 대구광역시교육감